# Geyria fulvicauda
Geyria fulvicauda is een insect uit de familie van de mierenleeuwen (Myrmeleontidae), die tot de orde netvleugeligen (Neuroptera) behoort. 
Geyria fulvicauda is voor het eerst wetenschappelijk beschreven door Navás in 1921.